# Arthur Johannes Gaitzsch
Arthur Johannes Gaitzsch (* 13. Juli 1879 in Santander, Spanien; † 10. November 1951 in Dresden) war ein deutscher Jurist und Kommunalpolitiker. Gaitzsch wirkte als Bürgermeister in Taucha und als Bürgermeister und Oberbürgermeister in Pirna.

## Leben und Wirken
Arthur Gaitzsch wurde 1879 im spanischen Santander als Sohn eines Bergwerksdirektors geboren. Nach dem Besuch des Kreuzgymnasiums in Dresden begann er ein Studium der Rechtswissenschaften in Jena, in Heidelberg und in Leipzig. Während seines Studiums wurde er 1901 Mitglied der Burschenschaft Teutonia Jena. Das Referendariat führte ihn nach Chemnitz, Waldenburg und Dresden. 1909 folgte die Promotion.
Danach war Gaitzsch als Ratsassessor in Chemnitz tätig, bevor er 1912 bei der Bürgermeisterwahl in Taucha antrat. Er setzte sich unter 41 Bewerbern durch und wurde vorerst für 6 Jahre, bald darauf aber auf Lebenszeit in das Amt gewählt. 1919 wechselte Gaitzsch nach Pirna und trat hier am 3. Mai 1919 das Amt als Bürgermeister an. Hier begann für Gaitzsch eine intensive Schaffensperiode, die sich insbesondere in einer erfolgreichen Eingemeindungspolitik widerspiegelte. Als Reaktion auf die Eingemeindungsbestrebungen der benachbarten Landeshauptstadt Dresden, die 1921 zwanzig umliegende Dörfer eingemeindet hatte, verfolgte Gaitzsch eine Wachstumspolitik für Pirna, um sich als eigenständiges Mittelzentrum im Umfeld von Dresden zu behaupten. Gleichzeitig strebte Gaitzsch an, die Einwohnerzahl Pirnas durch Eingemeindungen so zu steigern, dass ein Verlassen des Bezirksverbandes der Amtshauptmannschaft Pirna möglich war und Pirna der Kreishauptmannschaft Dresden als sogenannte „exemte Stadt“ (Kreisfreie Stadt) direkt unterstand. Damit verbunden war die Befreiung von Bezirksabgaben, die Selbständigkeit im kommunalen Steuerwesen und größere Entscheidungsbefugnisse als Verwaltungsbehörde. Gaitzsch sagte zu diesem Ansinnen:

„Nicht etwa Machtkitzel leitete uns bei unserem Vorhaben, nicht der Drang, mit einer großen Einwohnerzahl zu prunken, sondern lediglich die Tatsache, dass ein größeres Gemeinwesen auch Größeres zu schaffen vermag, und dass bei der größeren Einwohnerzahl auch ein größerer Nachdruck und mehr Selbständigkeit in der Verwaltung begründet ist.“

1922/23 erweiterte sich Pirna durch die Eingemeindungen mehrerer Vorstädte und umliegender Dörfer (Posta, Niedervogelgesang, Obervogelgesang, Copitz, Hinterjessen, Neundorf, Zuschendorf, Rottwerndorf) auf über 30.000 Einwohner und erlangte dadurch 1924 die angestrebte Kreisfreiheit. In Gaitzsch's Amtszeit fielen zudem mit dem Neubau des Gebäudes der Sparkasse (Gartenstraße/Grohmannstraße) und der Berufs-, Gewerbe- und Höheren Mädchenschule (heute Berufsschulzentrum am Thälmannplatz) die Errichtung zweier städtebaulich markanter Gebäude in der Innenstadt. Obwohl Arthur Gaitzsch im Mai 1931 nochmals für eine 6-jährige Amtszeit als Oberbürgermeister gewählt wurde, trat er im April 1933 aus gesundheitlichen Gründen von seinem Amt zurück.
Arthur Johannes Gaitzsch starb 1951.